# Un train pour Durango
Pour plus de détails, voir Fiche technique et Distribution.
Un train pour Durango (Un treno per Durango) est un western spaghetti hispano-italien coécrit et réalisé par Mario Caiano, sorti en 1968.

## Synopsis
Mexique, début du XXe siècle. Deux amis cavaliers voyagent en train jusqu'à Durango, pour se rendre ensuite aux États-Unis et tenter d’y faire fortune. Le premier, l'américain Gringo, rentre au pays pour mettre fin à sa précarité et le second, le mexicain Lucas, est son associé qui souhaite réussir dans l'exploitation pétrolière. 
Dans le train, ils font la connaissance d'une jolie blonde, Helen, qui ne laisse pas Gringo indifférent. Mais le train, en route vers Durango, est aussitôt attaqué par des bandits à la solde du révolutionnaire Lobo. Ces derniers le braquent pour voler un coffre-fort blindé rempli d'or protégé par une escorte militaire qui est aussitôt abattue. Les hors-la-loi font un carnage, tuent tous les voyageurs, kidnappent Helen et s'enfuient avec le butin. Dans leur fuite, ils ont pourtant oublié les clés du coffre récupérées par Gringo et Lucas. Sans elles, Lobo et ses complices ne peuvent pas l'ouvrir. Les deux amis entament un périple pour retrouver les malfrats, retrouver Helen et, pour enfin devenir riches, subtiliser l'or en ouvrant le coffre-fort. Sur leur route, ils rencontrent un certain Brown, un mystérieux et élégant conducteur d'automobile qui leur propose ses services... 

## Fiche technique
- Titre original italien : Un treno per Durango
- Titre original espagnol : Un tren para Durango[1]
- Titre français : Un train pour Durango
- Réalisation : Mario Caiano
- Scénario : Mario Caiano, José Gutiérrez Maesso (it) et Duccio Tessari
- Montage : Renato Cinquini
- Musique : Carlo Rustichelli
- Photographie : Enzo Barboni
- Production : José Gutiérrez Maesso (it) et Bianco Manini
- Pays d'origine :  Italie,  Espagne[1]
- Langue originale : italien
- Format : couleur
- Genre : western spaghetti
- Durée : 92 minutes
- Dates de sortie :
  - Italie : 6 janvier 1968
  - France : 26 février 1969[2]

## Distribution
- Anthony Steffen : Gringo (Yankee en VF)
- Mark Damon : Brown
- Dominique Boschero : Helen MacPherson
- Enrico Maria Salerno : Lucas
- Roberto Camardiel : Lobo
- José Bódalo : Chef
- Manuel Zarzo : Heraclio
- Aldo Sambrell : le capitaine de l'armée mexicaine
- Lorenzo Robledo : l'employé de Pinkerton
- Tito García : Don Pedro Arista